# Centre d'excellence Sports Rousseau
Le Centre d'excellence Sport Rousseau est un complexe sportif de 3100 places situé à Boisbriand.
L'aréna qui a ouvert ses portes en 2010, abrite l'équipe de hockey sur glace de la Ligue de hockey junior Maritimes Québec, l'Armada de Blainville-Boisbriand.